# Koste Seselwa
Koste Seselwa est l'hymne national de la République des Seychelles, qui fut adopté le 18 juin 1996. Comme le pays parle trois langues (créole seychellois, anglais et français), on peut trouver les paroles dans ces langues là. David André est le compositeur de cet hymne.

## Paroles
| Paroles en créole seychellois | Paroles en anglais | Traduction en français |
| --- | --- | --- |
| KOSTE SESELWA Sesel ou menm nou sel patri Kot nou viv dan larmoni Lazwa, lanmour ek lape Nou remersye Bondye Preserv labote nou pei Larises nou losean En leritaz byen presye Pour boner nou zanfan Reste touzour dan linite Fer monte nou paviyon Ansanm pou tou leternite Koste Seselwa | Join together all Seychellois Seychelles our only motherland Where we live in harmony Happiness, love and peace We give thanks to God. Preserve the beauty of our country The riches of our oceans A precious heritage For the happiness of our children. Live forever in unity Raise our flag Together for all eternity Join together all Seychellois. | Unissons-nous Seychellois Seychelles, notre seule patrie Où nous vivons en harmonie La joie, l'amour et la paix Nous remercions le Bon Dieu! Préservons la beauté de notre pays La richesse de notre océan Un héritage très précieux Pour le bonheur de nos enfants Restons toujours unis Élevons notre drapeau Ensemble pour l'éternité Unissons-nous Seychellois! |